# Nicolas Luker
Nicolas Luker, né vers 1670-1680 et mort après 1739, est un armateur et négociant de Nantes et de Bordeaux, et une des figures de la communauté des Irlandais de Nantes, aux côtés de son frère Edouard Luker, en liaison avec d'autres familles d'origine irlandaise, notamment Lee et Geraldin.

## Biographie
Il est victime de la seconde révolution anglaise qui l'oblige à partir en exil en France avec son père. Celui-ci est emprisonné en Catalogne après la mort de son fils aîné Jean.
Parti en Martinique pour ses affaires, il revient à Bordeaux créer une « société des frères Luker », en association avec son frère Edouard. Celui-ci est, à Nantes, à la tête d'une société au capital de 40 000 livres constituée avec sa belle-mère, Marie Geraldin, veuve du négociant irlandais Nicolas II Lee.
En 1739, il crée à Nantes la première compagnie d'assurances françaises, avec ses compatriotes Luc O'Shiell et Antoine Walshet son frere .
En société avec les armateurs Antoine Walsh et Gabriel Michel, Nicolas Luker acquiert en 1743 deux plantations dans la colonie de Saint-Domingue, à Léogâne et l'île-à-vache, pour 2 050 000 livres.
En 1757, il figure sur la liste des négociants dressée à la date du 17 avril 1757, dans le « Registre des Délibérations du commerce de Nantes » (1736-1765). 
Revendiquant une noblesse ancienne, il fait enregistrer ses titres au Conseil souverain de l'Isle Guadeloupe dès le 7 mars 1718. Il est reconnu gentilhomme par arrêt du Conseil du 14 août 1732.